# Andrzej Szteliga
Andrzej Szteliga – doktor nauk ekonomicznych, polski dyplomata, radca-minister Ambasady RP we Francji – szef Wydziału Ekonomiczno-Handlowego, delegat Polski przy Międzynarodowym Biurze Wystaw w Paryżu, szef Przedstawicielstwa Regionalnego Województwa Śląskiego wobec instytucji UE w Brukseli, autor licznych publikacji.

## Życiorys
Ukończył Akademię Ekonomiczną w Katowicach, podyplomowe studia dziennikarskie na Uniwersytecie Warszawskim, a także podyplomowe studia doskonalenia protokolarnego Międzynarodowej Akademii Dyplomatycznej w Paryżu. Uczestniczył w stażach menedżerskich w organizacjach gospodarczych i instytucjach promocyjnych w Anglii, Francji, Niemczech, Szwecji, Włoszech oraz USA.
Swoją wczesną karierę wiązał z handlem zagranicznym, samorządem gospodarczym, administracją rządową i samorządową. Później objął stanowisko radcy-ministra Ambasady RP w Paryżu, gdzie został szefem Wydziału Ekonomiczno-Handlowego. Również delegat Polski przy Międzynarodowym Biurze Wystaw w Paryżu oraz szef Przedstawicielstwa Regionalnego Województwa Śląskiego wobec instytucji UE w Brukseli.
Specjalizuje się w protokole dyplomatycznym i etykiecie, stosunkach międzynarodowych oraz w handlu zagranicznym. Wygłasza liczne prelekcje na konferencjach oraz seminariach.
Wieloletni nauczyciel akademicki na Uniwersytecie Ekonomicznym w Katowicach („Etykieta menedżera”), w Wyższej Szkole Biznesu w Dąbrowie Górniczej („Etykieta menedżera w biznesie i administracji” i „Dyplomacja ekonomiczna”), w Górnośląskiej Wyższej Szkole Handlowej w Katowicach („Etykieta w biznesie”) i również w Górnośląskiej Wyższej Szkole Przedsiębiorczości w Chorzowie  („Integracja europejska” i „Międzynarodowa promocja firm”). Dziś wykłada protokół i etykietę w Akademii Dyplomacji przy Uniwersytecie Śląskim w Katowicach.
Jest autorem lub współautorem licznych publikacji.

## Publikacje
- Etykieta zawodowa i protokół dyplomatyczny (Wydawnictwo UŚ, 2018)[3]
- Etykieta menedżera (Sonia Draga, 2012)[4]